# Unione Sportiva Pistoiese 1921 2021-2022
Questa voce raccoglie le informazioni riguardanti l'Unione Sportiva Pistoiese nelle competizioni ufficiali della stagione 2021-2022.

## Divise e sponsor
Per la stagione 2021-2022 lo sponsor tecnico è nuovamente Legea, mentre lo sponsor ufficiale è, come nella scorsa stagione, Vannucci Piante.

## Organigramma societario
Dal sito internet ufficiale della società.
Staff tecnico
- Marco Alessandrini - Allenatore
- Stefano Bettella - Allenatore in seconda
- Cristian Tosti - Preparatore dei portieri
- Michele Grassi - Preparatore atletico
- Vanni Pessotto - Team manager

Staff medico
- Roberto Barbieri, Leonardo Zogheri - Medico sociale
- Gianluca Taliani - Medico sociale/addetto emergenze stadio
- Matteo Farnocchia - Fisioterapista
- Gian Paolo Fagni - Fisioterapista
- Edoardo Cantilena - Responsabile sanitario
- Giorgio Datteri - Recupero infortuni

## Rosa
Dal sito internet ufficiale della società.
| N. |                            | Ruolo | Calciatore                   |
| -- | -------------------------- | ----- | ---------------------------- |
| 1  | Italia (bandiera)          | P     | Alessio Pozzi                |
| 2  | Romania (bandiera)         | D     | Constantin Nica              |
| 3  | Italia (bandiera)          | D     | Edoardo Sottini              |
| 4  | Italia (bandiera)          | C     | Salvatore Santoro            |
| 4  | Italia (bandiera)          | D     | Andrea Venturini             |
| 5  | Guyana francese (bandiera) | C     | Dany Florentine              |
| 6  | Montenegro (bandiera)      | D     | Minel Šabotić                |
| 6  | Italia (bandiera)          | C     | Andrea Marcucci              |
| 7  | Italia (bandiera)          | C     | Francesco Valiani (capitano) |
| 8  | Italia (bandiera)          | C     | Fabio Castellano             |
| 9  | Italia (bandiera)          | A     | Michele Vano                 |
| 10 | Montenegro (bandiera)      | A     | Ognjen Stijepović            |
| 11 | Italia (bandiera)          | C     | Antonio Romano               |
| 11 | Serbia (bandiera)          | A     | Miloš Bočić                  |
| 12 | Italia (bandiera)          | P     | Simone Toselli               |
| 13 | Italia (bandiera)          | D     | Luca Ricci                   |
| 14 | Italia (bandiera)          | D     | Matteo Martini               |
| 15 | Italia (bandiera)          | D     | Gabriele Basani              |
| 16 | Italia (bandiera)          | D     | Denis Portanova              |
| 19 | Italia (bandiera)          | D     | Lorenzo Taverni              |
| 20 | Italia (bandiera)          | A     | Lorenzo Pinzauti             |

| N. |                      | Ruolo | Calciatore         |
| -- | -------------------- | ----- | ------------------ |
| 21 | Italia (bandiera)    | D     | Mattia Gennari     |
| 22 | Italia (bandiera)    | P     | Gian Marco Crespi  |
| 23 | Italia (bandiera)    | C     | Pietro Tempesti    |
| 23 | Rep. Ceca (bandiera) | C     | Zdeněk Folprecht   |
| 24 | Italia (bandiera)    | C     | Cesare Tramacere   |
| 27 | Italia (bandiera)    | C     | Viviano Minardi    |
| 28 | Italia (bandiera)    | A     | Samuele Di Matteo  |
| 29 | Italia (bandiera)    | A     | Riccardo D'Antoni  |
| 30 | Italia (bandiera)    | D     | Alessio Curumi     |
| 31 | Italia (bandiera)    | D     | Jacopo Deratti     |
| 33 | Italia (bandiera)    | D     | Alessandro Martina |
| 34 | Romania (bandiera)   | C     | Sergiu Suciu       |
| 42 | Italia (bandiera)    | D     | Lorenzo Moretti    |
| 77 | Italia (bandiera)    | D     | Gianvito Pertica   |
| 88 | Romania (bandiera)   | C     | Raoul Mal          |
| 90 | Italia (bandiera)    | P     | Andrea Seculin     |
| 94 | Italia (bandiera)    | D     | Francesco Mezzoni  |
| 97 | Italia (bandiera)    | C     | Simone Paolini     |
| 99 | Italia (bandiera)    | A     | Leonardo Ubaldi    |
| 99 | Italia (bandiera)    | A     | Alessio Di Massimo |

## Calciomercato

### Sessione invernale(dal 03/01 al 01/02)
| Acquisti | Acquisti           | Acquisti         | Acquisti   |
| R.       | Nome               | da               | Modalità   |
| -------- | ------------------ | ---------------- | ---------- |
| P        | Andrea Seculin     | SPAL             | definitivo |
| D        | Constantin Nica    | Dinamo București | definitivo |
| D        | Denis Portanova    |                  | svincolato |
| D        | Andrea Venturini   | Fidelis Andria   | definitivo |
| C        | Andrea Marcucci    | Reggina          | prestito   |
| C        | Simone Paolini     |                  | svincolato |
| C        | Sergiu Suciu       |                  | svincolato |
| A        | Miloš Bočić        | Pescara          | prestito   |
| A        | Alessio Di Massimo | Triestina        | definitivo |
| A        | Samuele Di Matteo  |                  | svincolato |

| Cessioni | Cessioni          | Cessioni     | Cessioni                         |
| R.       | Nome              | a            | Modalità                         |
| -------- | ----------------- | ------------ | -------------------------------- |
| D        | Jacopo Deratti    | Rimini       | prestito                         |
| D        | Mattia Gennari    | Montevarchi  | definitivo                       |
| D        | Matteo Martini    | Empoli       | fine prestito                    |
| D        | Luca Ricci        | Viterbese    | definitivo                       |
| D        | Minel Šabotić     | Carrarese    | definitivo                       |
| C        | Alessio Curumi    | Porta Romana | prestito                         |
| C        | Antonio Romano    | Imolese      | prestito con diritto di riscatto |
| C        | Salvatore Santoro | Pisa         | fine prestito                    |
| C        | Pietro Tempesti   | Aglianese    | prestito                         |
| A        | Raoul Mal         | Cluj         | definitivo                       |
| A        | Leonardo Ubaldi   | Pisa         | fine prestito                    |

## Risultati

### Serie C

#### Girone di andata
| Arbitro: | Zucchetti (Foligno) |

|                                                      |           |                              |
| Castellano 13’ (aut.) Emerson 59’ Ragatzu 74’ (rig.) | Marcatori | 52’ (rig.) Vano 62’ Pinzauti |

| Arbitro: | Luongo (Napoli) |

|          |           |                |
| Vano 28’ | Marcatori | 90+1’ Scaffidi |

| Arbitro: | Perri (Roma 1) |

|                        |           |  |
| Barba 48’ Magnaghi 68’ | Marcatori |  |

| Arbitro: | Arena (Torre del Greco) |

|  |           |                        |
|  | Marcatori | 37’ Rosafio 83’ Lanini |

| Arbitro: | Madonia (Palermo) |

|  |           |                           |
|  | Marcatori | 4’ Sottini 45+2’ Pinzauti |

| Arbitro: | Cherchi (Carbonia) |

|  |           |                                         |
|  | Marcatori | 8’, 60’ Faggioli 77’ Moretti 87’ Sereni |

| Siena 2 ottobre 2021, ore 17:30 CEST 7ª giornata | Siena              | 0 – 0 referto | Pistoiese | Stadio Artemio Franchi (2 005 spett.)\| Arbitro: \| Frascaro (Firenze) \| |
| Arbitro:                                         | Frascaro (Firenze) |               |           |                                                                           |

| Arbitro: | Ubaldi (Roma 1) |

|             |           |                      |
| Gennari 39’ | Marcatori | 6’ Viero 15’ Malotti |

| Arbitro: | De Angeli (Milano) |

|              |           |  |
| Energe 90+6’ | Marcatori |  |

| Arbitro: | Diop (Treviglio) |

|             |           |            |
| Liviero 10’ | Marcatori | 87’ Romano |

| Arbitro: | Marotta (Sapri) |

|                       |           |  |
| Vano 13’ D'Antoni 89’ | Marcatori |  |

| Cesena 31 ottobre 2021, ore 14:30 CET 12ª giornata | Cesena        | 0 – 0 referto | Pistoiese | Orogel Stadium-Dino Manuzzi (4 532 spett.)\| Arbitro: \| Maggio (Lodi) \| |
| Arbitro:                                           | Maggio (Lodi) |               |           |                                                                           |

| Arbitro: | Saia (Palermo) |

|                                  |           |           |
| Pinzauti 6’ (rig.) Gennari 90+2’ | Marcatori | 12’ Volpe |

| Arbitro: | Mastrodomenico (Matera) |

|                |           |  |
| Pannitteri 38’ | Marcatori |  |

| Pistoia 21 novembre 2021, ore 17:30 CET 15ª giornata | Pistoiese        | 0 – 0 referto | Virtus Entella | Stadio Marcello Melani (662 spett.)\| Arbitro: \| Zanotti (Rimini) \| |
| Arbitro:                                             | Zanotti (Rimini) |               |                |                                                                       |

| Arbitro: | Caldera (Como) |

|                                                                  |           |          |
| Scarsella 11’, 32’, 53’ Minesso 24’ Paulo Azzi 34’ Oyndamola 83’ | Marcatori | 72’ Vano |

| Arbitro: | Ancora (Roma 1) |

|                       |           |                                            |
| Mezzoni 10’ Ricci 89’ | Marcatori | 14’ Bulevardi 35’ Spalluto 90+7’ Formiconi |

| Arbitro: | Villa (Rimini) |

|                      |           |  |
| Diambo 27’ Rauti 77’ | Marcatori |  |

| Pistoia 19 dicembre 2021, ore 17:30 CET 19ª giornata | Pistoiese          | 0 – 0 referto | Lucchese | Stadio Marcello Melani (790 spett.)\| Arbitro: \| Gauzolino (Torino) \| |
| Arbitro:                                             | Gauzolino (Torino) |               |          |                                                                         |

#### Girone di ritorno
| Arbitro: | D'Eusanio (Faenza) |

|           |           |           |
| Ubaldi 8’ | Marcatori | 49’ Lella |

| Arbitro: | Centi (Terni) |

|                                                                            |           |                |
| Capanni 23’ Nocciolini 45+1’ Ramo 55’ Arras 71’, 76’ Cretella 90+2’ (rig.) | Marcatori | 75’ Stijepović |

| Arbitro: | D'Eusanio (Faenza) |

|  |           |           |
|  | Marcatori | 70’ Barba |

| Arbitro: | Saia (Palermo) |

|                          |           |               |
| Cauz 11’, 89’ Lanini 25’ | Marcatori | 45+2’ Sottini |

| Arbitro: | Sfira (Pordenone) |

|  |           |           |
|  | Marcatori | 51’ Gucci |

| Arbitro: | Grasso (Ariano Irpino) |

|  |           |                          |
|  | Marcatori | 2’, 40’ (rig.), 48’ Vano |

| Arbitro: | Taricone (Perugia) |

|             |           |            |
| Pertica 26’ | Marcatori | 7’ Bianchi |

| Arbitro: | Giaccaglia (Jesi) |

|            |           |          |
| Soprano 6’ | Marcatori | 75’ Vano |

| Arbitro: | Pezzopane (L'Aquila) |

|                                        |           |  |
| Sottini 10’ Di Massimo 23’ Martina 81’ | Marcatori |  |

| Arbitro: | Zucchetti (Foligno) |

|                             |           |  |
| Suciu 71’ Pinzauti 85’, 89’ | Marcatori |  |

| Arbitro: | Longo (Cuneo) |

|                |           |                 |
| Sorrentino 10’ | Marcatori | 29’ (rig.) Vano |

| Arbitro: | Ancora (Roma 1) |

|  |           |            |
|  | Marcatori | 20’ Steffè |

| Arbitro: | Bordin (Bassano del Grappa) |

|                     |           |                       |
| D'Ambrosio 19’, 79’ | Marcatori | 34’ Bočić 46’ Pertica |

| Arbitro: | Scarpa (Collegno) |

|                      |           |                |
| Vano 12’ Sottini 63’ | Marcatori | 50’ Pannitteri |

| Arbitro: | Pirrotta (Barcellona Pozzo di Gotto) |

|                                  |           |           |
| Lescano 70’ Merkaj 80’ Karić 89’ | Marcatori | 20’ Bočić |

| Arbitro: | Giordano (Novara) |

|           |           |  |
| Bočić 22’ | Marcatori |  |

| Arbitro: | Arena (Torre del Greco) |

|                             |           |                    |
| Signorini 80’ Redolfi 90+3’ | Marcatori | 47’ Vano 60’ Suciu |

| Arbitro: | Arace (Lugo di Romagna) |

|             |           |                                    |
| Moretti 39’ | Marcatori | 21’ D'Ursi 44’ Ferrari 52’ Illanes |

| Arbitro: | Carella (Bari) |

|                                      |           |                              |
| Collodel 36’ Ubaldi 81’ Ruggiero 84’ | Marcatori | 62’ Di Massimo 89’ Folprecht |

#### Play-out
| Arbitro: | Perenzoni (Rovereto) |

|                                |           |                  |
| Rinaldi 57’ (aut.) Suciu 90+1’ | Marcatori | 37’ Boscolo Chio |

| Arbitro: | Cascone (Nocera Inferiore) |

|          |           |  |
| Vona 86’ | Marcatori |  |

### Coppa Italia Serie C

#### Turni eliminatori
| Arbitro: | Gigliotti (Cosenza) |

|                                      |           |             |
| Zecca 6’ Bortolussi 36’ Caturano 67’ | Marcatori | 67’ Šabotić |